# Habropogon odontophallus
Habropogon odontophallus är en tvåvingeart som beskrevs av Weinberg 1973. Habropogon odontophallus ingår i släktet Habropogon och familjen rovflugor. Inga underarter finns listade i Catalogue of Life.